# Энциклопедия всемирной литературы
Энциклопедия всемирной литературы (малаял. വിശ്വസാഹിത്യ വിജ്ഞാനകോശം; Viśvasāhityaṃ Viśvājñyānkośaṃ) — энциклопедия по литературе, издававшаяся в Индии на языке малаялам. Издана в 1994—2016 годах в 10 томах Государственным институтом энциклопедических изданий (ГИЭИ).